# Pipreola jucunda
Pipreola jucunda là một loài chim trong họ Cotingidae.